# ネヴァンリンナ理論
ネヴァンリンナ理論（英語: Nevanlinna theory）とは、複素解析の分野における理論で、有理型関数の理論の一部である。1925年にロルフ・ネヴァンリンナによって考案された。ヘルマン・ワイルはこれを「今世紀（20世紀）における数少ない数学的偉業のうちの一つ」と呼んでいる。この理論は、方程式 f(z) = a の解の漸近分布を a の変化として記述している。基本的なツールは、有理型関数の増加率を測定するネヴァンリンナ標数 T(r, f) である。
この理論の20世紀前半の他の主な貢献者には、ラース・ヴァレリアン・アールフォルス、アンドレ・ブロッホ、アンリ・カルタン、エドワード・コーリングウッド、オットー・フロストマン、フリチオフ・ネヴァンリンナ、ヘンリック・セルバーグ、清水辰次郎、オズヴァルト・タイヒミュラー、ジョルジュ・ヴァリロンがいる。元々の形式では、ネヴァンリンナ理論は、円盤 |z| ≤ R または複素平面全体 (R = ∞) で定義された1つの複素変数の有理型関数を扱う。その後の一般化により、ネヴァンリンナ理論は、代数関数、正則曲線、任意次元の複素多様体間の正則写像、準規則写像、極小曲面へと拡張された。
この項目では、主に複素平面上での有理型関数に重点を置き、1変数の有理型関数の古典的なバージョンを説明する。この理論の一般的な参照文献としては、Goldberg & Ostrovskii、Hayman、Lang (1987)がある。

## ネヴァンリンナ標数

### ネヴァンリンナのオリジナルの定義
f を有理型関数とする。全ての r ≥ 0 について、 n(r,f) を円盤 |z| ≤ r における有理型関数 f の極の数（多重度を数える）とすると、ネヴァンリンナ個数関数(Nevanlinna counting function)は次式で定義される。
{\displaystyle N(r,f)=\int _{0}^{r}\left(n(t,f)-n(0,f)\right){\dfrac {dt}{t}}+n(0,f)\log r}
この量は、r が増加するにつれて円盤 |z| ≤ r の極数の増加を測定する。明示的に、 a1, a2, ..., an を、穴の開いた円盤 0 < |z| ≤ r における ƒ の極数を多重度に従って繰り返したものとすると、 n = n(r,f) - n(0,f) となり、
{\displaystyle N(r,f)=\sum _{k=1}^{n}\log \left({\frac {r}{|a_{k}|}}\right)+n(0,f)\log r}
となる。
log+x = max(log x, 0) とすると、近接関数(proximity function)は次式で定義される。
{\displaystyle m(r,f)={\frac {1}{2\pi }}\int _{0}^{2\pi }\log ^{+}\left|f(re^{i\theta })\right|d\theta }
最後に、ネヴァンリンナ標数(Nevanlinna characteristic)を次式で定義する（有理型関数のイェンセンの公式を参照）。
{\displaystyle T(r,f)=m(r,f)+N(r,f)}

### アールフォルス＝清水のバージョン
ネバンリンナ標数を定義する第2の方法は、次式に基づく。
{\displaystyle \int _{0}^{r}{\frac {dt}{t}}\left({\frac {1}{\pi }}\int _{|z|\leq t}{\frac {|f'|^{2}}{(1+|f|^{2})^{2}}}dm\right)=T(r,f)+O(1)}
ここで、 dm は平面内の面積要素である。この式の左辺は、アールフォルス＝清水標数(Ahlfors–Shimizu characteristic)と呼ばれている。境界項 O(1) はほとんどの場合重要ではない。
アールフォルス＝清水標数の幾何学的な意味は次の通りである。内側の積分 dm は円盤のイメージの球面面積である |z| ≤ t の倍数を数える（つまり、リーマン面の k 回被覆された部分を k 回と数える）。この面積をリーマン面全体の面積であるπで割ったものが円盤の面積である。この結果は、リーマン面を円盤 |z| ≤ t で被覆している平均的な枚数と解釈することができ、この平均的な枚数を重み 1/t で t に関して積分する。

### 性質
平面上の有理型関数の理論における標数関数の役割は、整関数の理論における
{\displaystyle \log M(r,f)=\log \max _{|z|\leq r}|f(z)|\,}
と同様である。実際には、整関数に対して、全ての R > r について T(r,f) と M(r,f) を直接比較することができる。
{\displaystyle T(r,f)\leq \log ^{+}M(r,f)\,}
and
{\displaystyle \log M(r,f)\leq \left({\dfrac {R+r}{R-r}}\right)T(R,f)}
f が次数 d の有理関数である場合、 T(r,f) ~ d log r となり、実際、 f が有理関数のとき、かつそのときに限り、 T(r,f) = O(log r) となる。
有理型関数の次数は次式で定義される。
{\displaystyle \rho (f)=\limsup _{r\rightarrow \infty }{\dfrac {\log ^{+}T(r,f)}{\log r}}}
有限次数の関数は、多くの研究が行われた重要なサブクラスを構成している。
有理型関数が定義されている半径 R の円盤 |z| ≤ R が有限のとき、ネヴァンリンナ標数は有界である可能性がある。有界の標数を持つ円盤内の関数は、有界型の関数としても知られているが、これは将に有界の解析関数の比である。有界型の関数は、上半平面のような別の領域に対しても定義されることがある。

## 第一基本定理
a ∈ C とし、次式のように定義する。
{\displaystyle \quad N(r,a,f)=N\left(r,{\dfrac {1}{f-a}}\right),\quad m(r,a,f)=m\left(r,{\dfrac {1}{f-a}}\right)}
ここで、 a = ∞ とすると、 N(r,∞,f) = N(r,f), m(r,∞,f) = m(r,f) となる。
ネヴァンリンナ理論の第一基本定理は、リーマン面の全ての a について、次のことを述べている。
{\displaystyle T(r,f)=N(r,a,f)+m(r,a,f)+O(1),\,}
ここで、境界項 O(1) は f と a に依存することがある。平面上の非定常な有理型関数の場合、 r が無限大になるにつれて T(r, f) は無限大になるので、第一基本定理は、和 N(r,a,f) + m(r,a,f) が a に依存しない速度で無限大になることを述べている。第一基本定理は、イェンセンの公式の単純な帰結である。
標数関数は、次のような性質を持っている。
{\displaystyle {\begin{array}{lcl}T(r,fg)&\leq &T(r,f)+T(r,g)+O(1),\\T(r,f+g)&\leq &T(r,f)+T(r,g)+O(1),\\T(r,1/f)&=&T(r,f)+O(1),\\T(r,f^{m})&=&mT(r,f)+O(1),\,\end{array}}}
ここで、 m は自然数である。 T(r,f) が無限大に傾いているとき、境界項 O(1) は無視できる値である。これらの代数的性質はネヴァンリンナの定義とイェンセンの公式から簡単に得られる。

## 第二基本定理
N(r, f) を N(r,f) と同じように定義するが、多重度は考慮しない（すなわち、異なる極の数だけを数える）。すると、N1(r,f) は，f の臨界点のネヴァンリンナ個数関数として次式のように定義される。
{\displaystyle N_{1}(r,f)=2N(r,f)-N(r,f')+N\left(r,{\dfrac {1}{f'}}\right)=N(r,f)+{\overline {N}}(r,f)+N\left(r,{\dfrac {1}{f'}}\right)}
第二基本定理は、リーマン面上の k 個の異なる値 aj について、次のことを示す。
{\displaystyle \sum _{j=1}^{k}m(r,a_{j},f)\leq 2T(r,f)-N_{1}(r,f)+S(r,f).\,}
これは、次のことを意味する。
{\displaystyle (k-2)T(r,f)\leq \sum _{j=1}^{k}{\overline {N}}(r,a_{j},f)+S(r,f)}
ここで、 S(r,f) は誤差項である。
平面上の有理型関数については、有限長の集合の外では、S(r,f) = o(T(r,f)) すなわち誤差項は、「ほとんどの」 r の値の標数に比べて小さい。もっと良い誤差項の推定値が知られているが、アンドレ・ブロッホが予想し、ヘイマンが例外的な集合を処分できないことを証明した。
第二基本定理では、 N(r,a) の観点から標数関数の上限を与えることができる。例えば、 f が超越的な整関数である場合、 k = 3 、a3 = ∞ として第二基本定理を用いると、 f は、最大でも2つの例外を除いて、全ての値を無限に取ることが得られ、ピカールの定理が証明される。
第二基本定理のネヴァンリンナによる元の証明は、 m(r,f'/f) = S(r,f) であるという、いわゆる対数微分に関するレンマに基づいている。同様の証明は、多くの多次元一般化にも適用される。また、ガウス・ボネの定理に関連する微分幾何学的証明もある。第二基本定理は計量位相論的なアールフォルス理論からも導き出されるが、これはリーマン・フルヴィッツの公式を無限次の被覆に拡張したものと考えることができる。
ネヴァンリンナとアールフォルスの証明は、第二基本定理の定数 2 がリーマン面のオイラー標数に関係していることを示している。しかし、この 2 については、チャールズ・オスグッドとポール・ヴォイタによって発見された数論との深い類推に基づいた全く異なる説明がある。この類推によれば、 2 はトゥエ・ジーゲル・ロスの定理の指数である。この数論との類推については、Lang (1987)の調査とRu (2001)の本を参照のこと。

## 欠陥関係
欠陥関係(defect relation)は、第二基本定理の主要な従属関係の一つである。点 a における有理型関数の欠陥は、次の式で定義される。
{\displaystyle \delta (a,f)=\liminf _{r\rightarrow \infty }{\frac {m(r,a,f)}{T(r,f)}}=1-\limsup _{r\rightarrow \infty }{\dfrac {N(r,a,f)}{T(r,f)}}}
第一基本定理では、 T(r,f) が無限大になる場合、 0 ≤ δ(a,f) ≤ 1 となる（これは平面上で有理型化する不変関数の場合には常にそうなる）。 δ(a,f) > 0 となる点 a を欠陥値(deficient values)と呼ぶ。第二基本定理は、平面内の有理型関数の欠損値の集合は可算集合であり、次の関係が成り立つことを暗示している。
{\displaystyle \sum _{a}\delta (a,f)\leq 2}
ここで、和は全ての欠陥値を含む。これはピカールの定理の一般化と考えることができる。他の多くのピカール型定理は第二基本定理から派生することができる。
第二基本定理のもう一つの補論として，次のように求めることができる。
{\displaystyle T(r,f')\leq 2T(r,f)+S(r,f)}
これは、次数 d の有理関数が 2d − 2 < 2d の臨界点を持つという事実を一般化したものである。

## 応用
ネヴァンリンナ理論は、微分方程式や関数方程式の正則力学系の解析理論、極小曲面、ピカールの定理の高次元への一般化を扱う複素双曲幾何学のように、超越的な有理型関数が発生する全ての問題に有用である。

## さらなる発展
20世紀の単変数の複素関数に関する研究のほとんどが、ネヴァンリンナ理論に焦点が当てられていた。この研究の一つの方向性は、ネヴァンリンナ理論の主要な結論が最良のものであるかどうかを見出すことであった。例えば、ネヴァンリンナ理論の逆問題は、与えられた点であらかじめ割り当てられた欠陥を持つ有理型関数を構築することからなる。これは1976年にデイビット・ドラシンによって解かれた。もう一つの方向性は、平面上の全ての有理型関数のクラスの様々なサブクラスの研究に集中していた。最も重要なサブクラスは有限次数の関数である。このクラスでは、欠陥関係に加えて、欠陥がいくつかの制限を受けることが判明した（Norair Arakelyan、デイビット・ドラシン、de:Albert Edrei、アレクサンドル・エレメンコ、ヴォルフガング・フックス、アナトリー・ゴルドベルク、ウォルター・ヘイマン、Joseph Miles、Daniel Shea、オズヴァルト・タイヒミュラー、Alan Weitsmanら）。
アンリ・カルタン、ヘルマン・ワイル、ヨアキム・ワイル、ラース・ヴァレリアン・アールフォルスは、ネヴァンリンナ理論を正則曲線に拡張した。この拡張は、複素双曲幾何学の主要なツールである。ヘンリック・セルバーグとジョルジュ・ヴァリロンはネヴァンリンナ理論を代数型関数に拡張した。古典的な一次元理論の集中的な研究は今も続いている。

## 関連文献
- Bombieri, Enrico; Gubler, Walter (2006). “13. Nevanlinna Theory”. Heights in Diophantine Geometry. New Mathematical Monographs. 4. Cambridge University Press. pp. 444–478. ISBN 978-0-521-71229-3. Zbl 1115.11034
- Vojta, Paul (1987). Diophantine Approximations and Value Distribution Theory. Lecture Notes in Mathematics. 1239. Springer-Verlag. ISBN 978-3-540-17551-3. Zbl 0609.14011
- Vojta, Paul (2011). “Diophantine approximation and Nevanlinna theory”. In Corvaja, Pietro; Gasbarri, Carlo. Arithmetic geometry. Lectures given at the C.I.M.E summer school, Cetraro, Italy, September 10--15, 2007. Lecture Notes in Mathematics. 2009. Berlin: Springer-Verlag. pp. 111–224. ISBN 978-3-642-15944-2. Zbl 1258.11076